# Oncodostigma
Oncodostigma es un género de plantas fanerógamas perteneciente a la familia de las anonáceas. Son nativas del sudeste de Asia, Indonesia y Nueva Guinea.

## Sistemática
El género fue descrito por Friedrich Ludwig Emil Diels y publicado en Botanische Jahrbücher für Systematik, Pflanzengeschichte und Pflanzengeographie 49(1): 143. 1912. La especie tipo es: Oncodostigma leptoneura

### Lista de especies
Se reconocen seis especies:
- Oncodostigma hainanense (Merr.) Tsiang & P.T. Li
- Oncodostigma leptoneura Diels
- Oncodostigma microflorum H. Okada
- Oncodostigma mindorense (Merr.) Tien Ban
- Oncodostigma monosperma (Hook. f. & Thomson) J. Sinclair
- Oncodostigma wilsonii Guillaumin